# Короли (Вологодская область)
Короли — упразднённая деревня в Вожегодском районе Вологодской области.
Входит в состав Вожегодское городское поселение, с точки зрения административно-территориального деления — в Вожегодский сельсовет.
Расстояние до районного центра Вожеги по автодороге — 14 км. Ближайшие населённые пункты — Лупачи, Степаниха, Коровинская.
По данным переписи в 2002 году постоянного населения не было.